# ساریجالی (آغجه‌آباد)
ساریجالی (به لاتین: Sarıcalı) یک منطقه مسکونی در جمهوری آذربایجان است که در شهرستان آغجه‌آباد واقع شده‌است. ساریجالی ۱۵۴۰ نفر جمعیت دارد.